# Valençay (Käse)

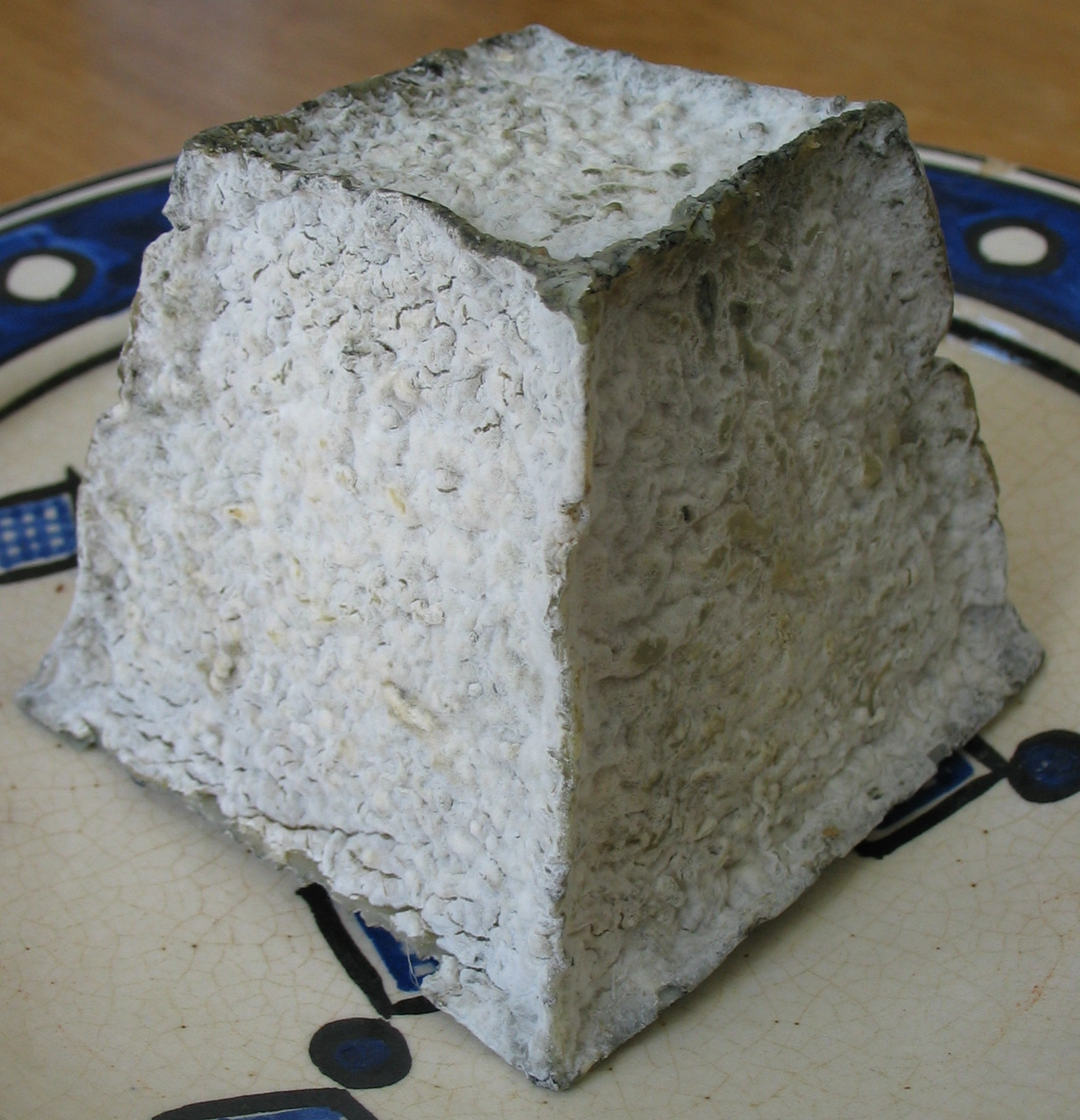
Ein typischer Valençay

Valençay ist ein französischer Rohmilchkäse aus Ziegenvollmilch. Er ist eine Spezialität der Gegend Berry und nach der gleichnamigen Gemeinde benannt. Seit 1998 ist der Valençay mit dem AOC-Gütesiegel ausgezeichnet, und seit 2004 ist er auch in der EU als AOP geschützt.

## Herstellung
Die Milch muss von Ziegen der Rassen Alpine, Saanen oder deren Kreuzungen gewonnen werden, die auf dem zugelassenen Gebiet weiden und deren zusätzliches Futter auch überwiegend aus diesem Gebiet stammt. Silage ist nicht erlaubt. Nach der Erwärmung der Ziegenmilch werden Milchsäurebakterien hinzugefügt. 24 Stunden später wird ein wenig Lab untergemengt und die nun entstandene Masse später in pyramidenstumpfförmige Behälter gefüllt. Die Molke kann durch Löcher im Gefäß abtropfen. Zuletzt reift der Käse mindestens 7 Tage, typischerweise aber 20 – 45 Tage in einem Trockenraum bei mindestens 10° Celsius.
2023 wurden 300 Tonnen Valençay erzeugt, davon 59 Fermier.

## Eigenschaften
Bis zu einer Änderung der Vorgaben 2014 hatte der Valençay hat ein Gewicht von 200 – 250 Gramm, seither wird er in zwei unterschiedlichen Formen produziert, die große Variante hat eine Trockenmasse von mindestens 90 Gramm bei einer Kantenlänge der Pyramide von circa fünf Zentimetern, die kleine von mindestens 45 Gramm bei circa vier Zentimetern. Der handliche Pyramidenstumpf ist von Pflanzenasche bedeckt, wo ebenfalls hellgrauer Schimmel entsteht. Der Teig des Käses ist weich, etwas feucht, ungepresst und von der Farbe her hellbeigeartig. Der Geschmack wird als süß-säuerlich und würzig, aber auch sehr fein und ziegenmilchartig beschrieben. 

## Verwendung
Beliebt ist der Valençay auf warmem Toast. Verwendung findet er aber auch auf Kartoffelgerichten sämtlicher Art, in geschmolzener Form oder pikanterweise auf Crêpes. Passend zum Valençay ist ebenso Weißwein.

## Legende

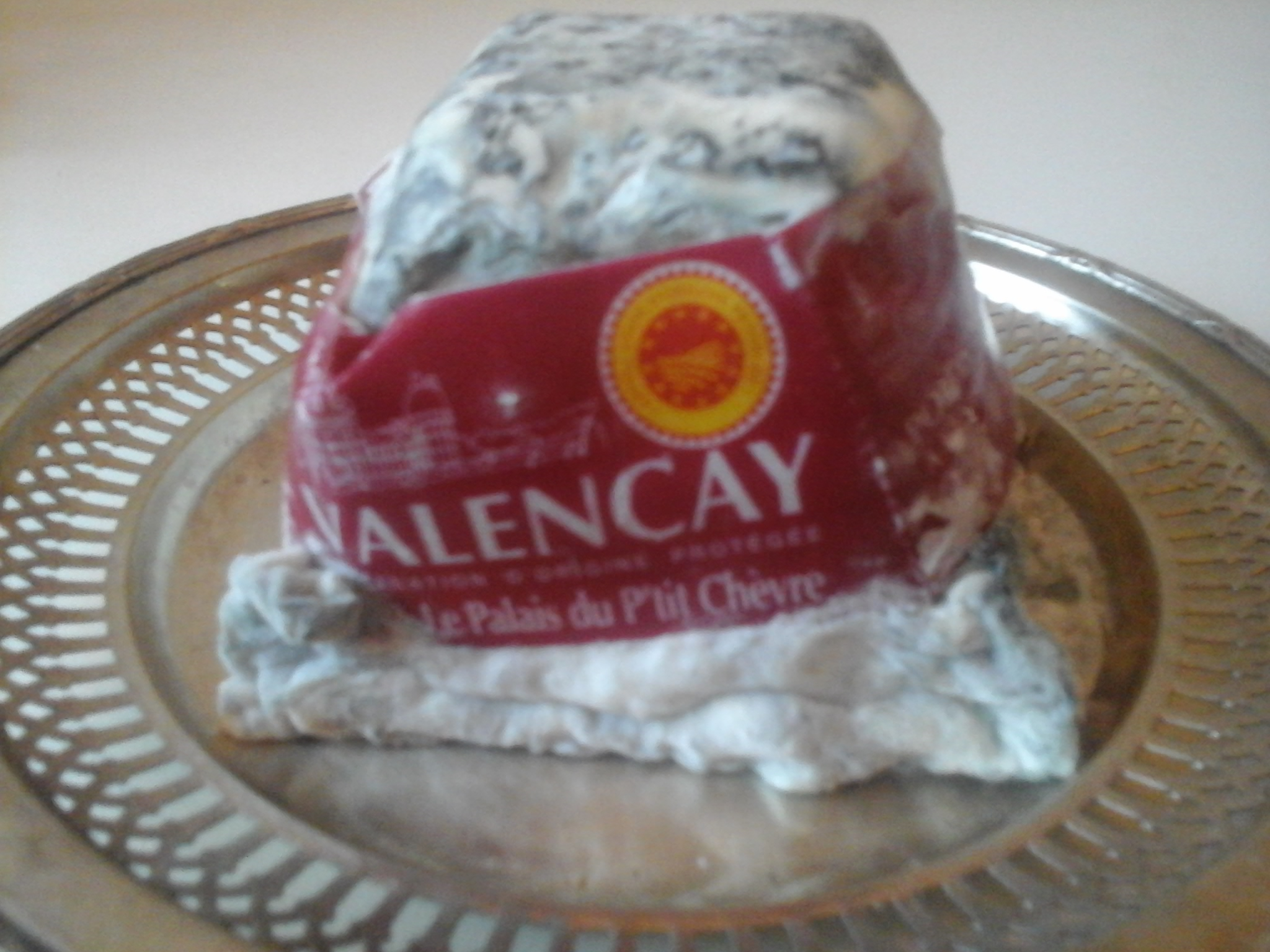
Valençay

Laut einer Legende soll der Käse ursprünglich die Form einer Pyramide gehabt haben. Als Napoleon Bonaparte auf seinem Heimweg vom Ägypterfeldzug nach Paris an Valençay vorbeigekommen sei, habe er dort den Käse gesehen und ihm aus Wut über die Niederlage die Spitze abgeschlagen. In anderen Versionen ist davon die Rede, der Käse sei extra für Napoleon von Talleyrand, damals dessen Außenminister und Herr des am Ort gelegenen Schloss Valençay, in Auftrag gegeben worden.